# Triumfetta stellata
Triumfetta stellata är en malvaväxtart som beskrevs av Ko Ko Lay. Triumfetta stellata ingår i släktet triumfettor, och familjen malvaväxter. Inga underarter finns listade i Catalogue of Life.